# Хлопотнова Олена Іванівна
Оле́на Іва́нівна Хло́потнова (4 серпня 1963; до шлюбу Стецура, у першому шлюбі Коконова) — радянська та українська стрибунка в довжину, тренерка.

## Життєпис
Народилась 1963 року в місті Усть-Каменогорськ (Казахська РСР).
Її особистий найкращий стрибок на 7,31 метра, досягнутий в Алма-Аті 12 вересня 1985 року, надав їй 9-те місце в списку виконавців усіх часів.
Виступаючи за СРСР, виграла бронзу на Чемпіонаті Європи з легкої атлетики в приміщенні-1986 році, срібло на Чемпіонаті Європи в приміщенні-1990 та бронзу на Універсіаді 1991 року. Після розпаду СРСР вирушила в Україну.
За четвертим місцем на Чемпіонаті світу з легкої атлетики 1993 року в Штутгарті зайняла 11 місце на Чемпіонаті світу 1995 року в Гетеборзі та 8 місце на Чемпіонаті світу з легкої атлетики в приміщенні 1997 року (Париж).
У 1984 і 1985 роках була чемпіонкою СРСР на відкритому повітрі, в 1986 і 1990 роках — у приміщенні.
На літній Спартакіаді народів СРСР 1991 року завоювала бронзову нагороду.
Чемпіонка України-1992, 1995 та 1998 років.
Завершила спортивну кар'єру після закінчення сезону-2000. Надалі — тренерка.